# Marino Ascanio Caracciolo
Marino Ascanio kardinal Caracciolo, italijanski rimskokatoliški duhovnik, škof in kardinal, * 1468, Neapelj, † 28. januar 1538, Catania.

## Življenjepis
18. januarja 1524 je bil imenovan za škofa Catanie, a je že 24. julija istega leta odstopil. Kljub temu je bil 29. novembra 1524 ponovno imenovan za škofa iste škofije, a je nato 9. marca 1530 odstopil. 21. maja 1535 je bil povzdignjen v kardinala in pectore, čez deset dni pa ponovno za navadnega kardinala. 12. novembra istega leta je bil postavljen za kardinal-diakona S. Maria in Aquiro. 1. septembra 1536 je bil postavljen za škofa Catanie, a je 8. januarja 1537 ponovno odstopil.